# Maholi
Maholi é uma cidade e uma nagar panchayat no distrito de Sitapur, no estado indiano de Uttar Pradesh.

## Geografia
Maholi está localizada a 27° 40′ N, 80° 28′ L. Tem uma altitude média de 144 metros (472 pés).

## Demografia
Segundo o censo de 2001, Maholi tinha uma população de 18,406 habitantes. Os indivíduos do sexo masculino constituem 53% da população e os do sexo feminino 47%. Maholi tem uma taxa de literacia de 61%, superior à média nacional de 59.5%: a literacia no sexo masculino é de 68% e no sexo feminino é de 53%. Em Maholi, 16% da população está abaixo dos 6 anos de idade.